# Eoglaucomys fimbriatus baberi
Eoglaucomys fimbriatus baberi är en underart till Eoglaucomys fimbriatus som först beskrevs av Edward Blyth 1847.  Eoglaucomys fimbriatus baberi ingår i släktet Eoglaucomys och familjen ekorrar.